# College of Arms
College of Arms er det engelske heroldskollegium og har til huse i Queen Victoria Street i London.
Kollegiet regulerer heraldiske spørgsmål indenfor sit myndighedsområde, som omfatter England, Wales og Nordirland, mens Skotland hører under Lord Lyon.

## Ekstern henvisning
- www.burkespeerage.com

| Heraldik | Spire Denne artikel om heraldik er en spire som bør udbygges. Du er velkommen til at hjælpe Wikipedia ved at udvide den. |

51°30′44″N 0°05′55″V / 51.51225°N 0.09872°V